# おうし座20番星
座標:  03h 45m 49.60656s, +24° 22′ 03.8864″
おうし座20番星(20 Tauri)は、おうし座の恒星でプレアデス星団に属する4等星。プレアデス星団の中でも明るいものの一つ。

## 概要
B型スペクトルの青色巨星。自転速度が遅いことにより大気中に水銀やマンガンの輝線が強く見られる水銀・マンガン星に分類される。また、マイア星雲 (Maia Nebulaと呼ばれるHII領域のNGC 1432に覆われている。
かつてオットー・シュトルーベによって変光星とされ、こぐま座γ星等を含む Maia variablesという変光星のタイプとして分類されることが提案されていたが、実際には変光が確認されず、この分類は使われていない。

## 名称
マイア (Maia) は、ギリシャ神話に登場するアトラースとプレーイオネーの娘マイアに由来する。2016年7月20日、国際天文学連合の恒星の命名に関するワーキンググループ (Working Group on Star Names, WGSN) は、Maia をおうし座20番星の固有名として正式に承認した。

## 神話

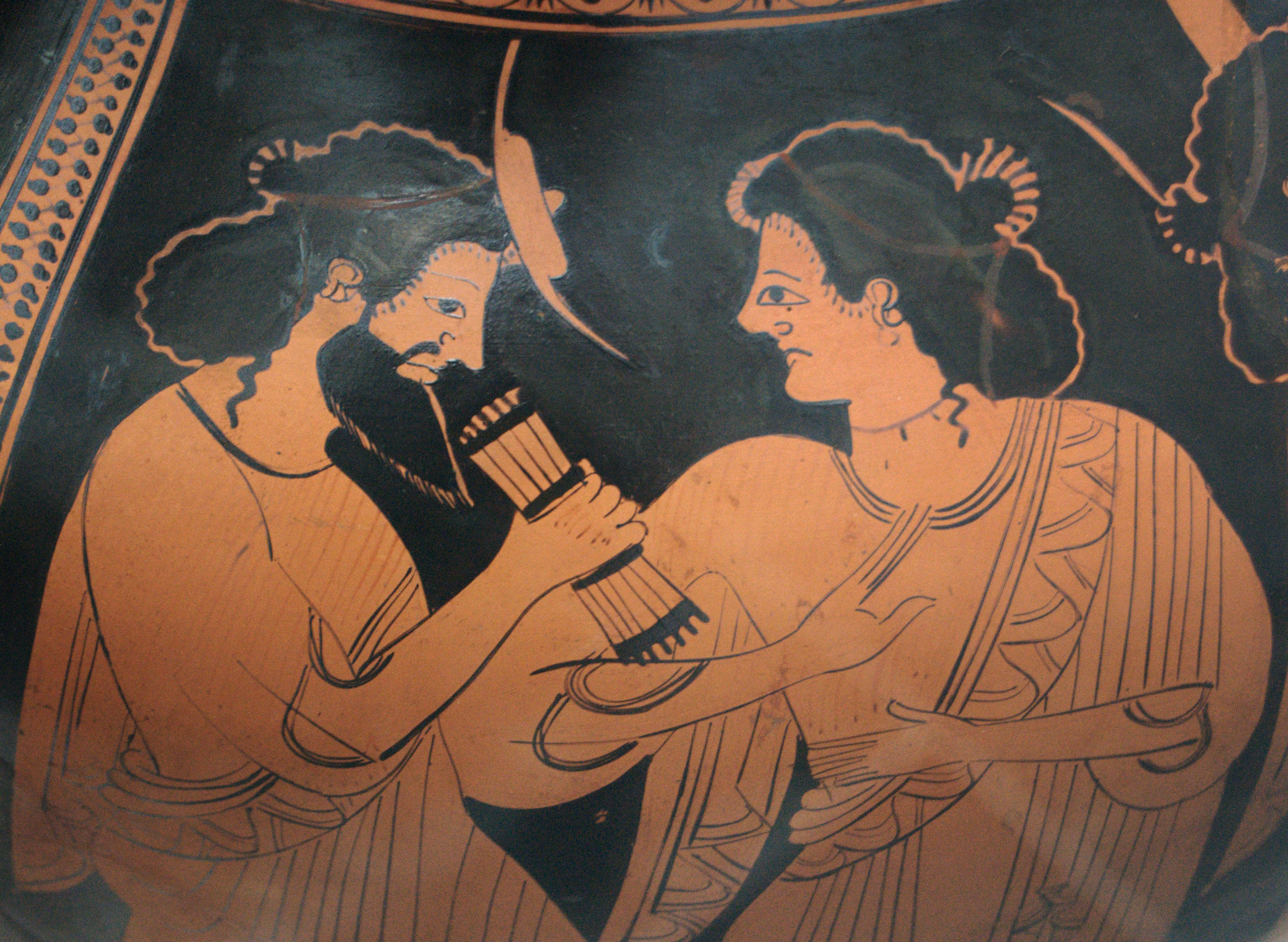
マイアとヘルメース、紀元前500年頃のアンフォラ型容器

マイアという名前はギリシア神話でアトラースとプレーイオネーの間に生まれたプレイアデス7人姉妹の1人マイアの名前に由来する。
マイアは、プレイアデスとして知られる美しい7人の姉妹の長姉である。彼女はゼウスにレイプされて使い神のヘルメースを妊娠した。マイアとプレアデスの星は冬の夜空で、オリオン座と一緒に見えるが、ギリシア神話では、マイアと妹達はポィオティアの森で巨大な狩人に追いかけられたとされている。

## 画像

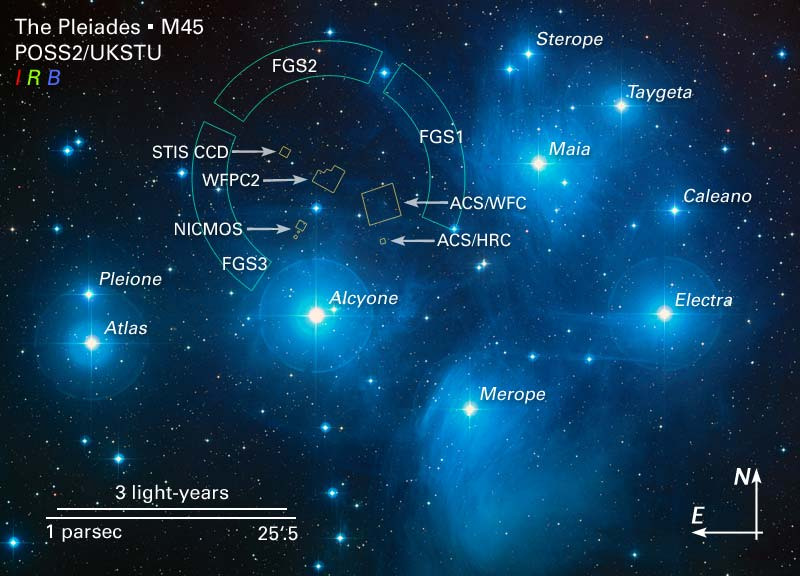
プレアデス星団での位置
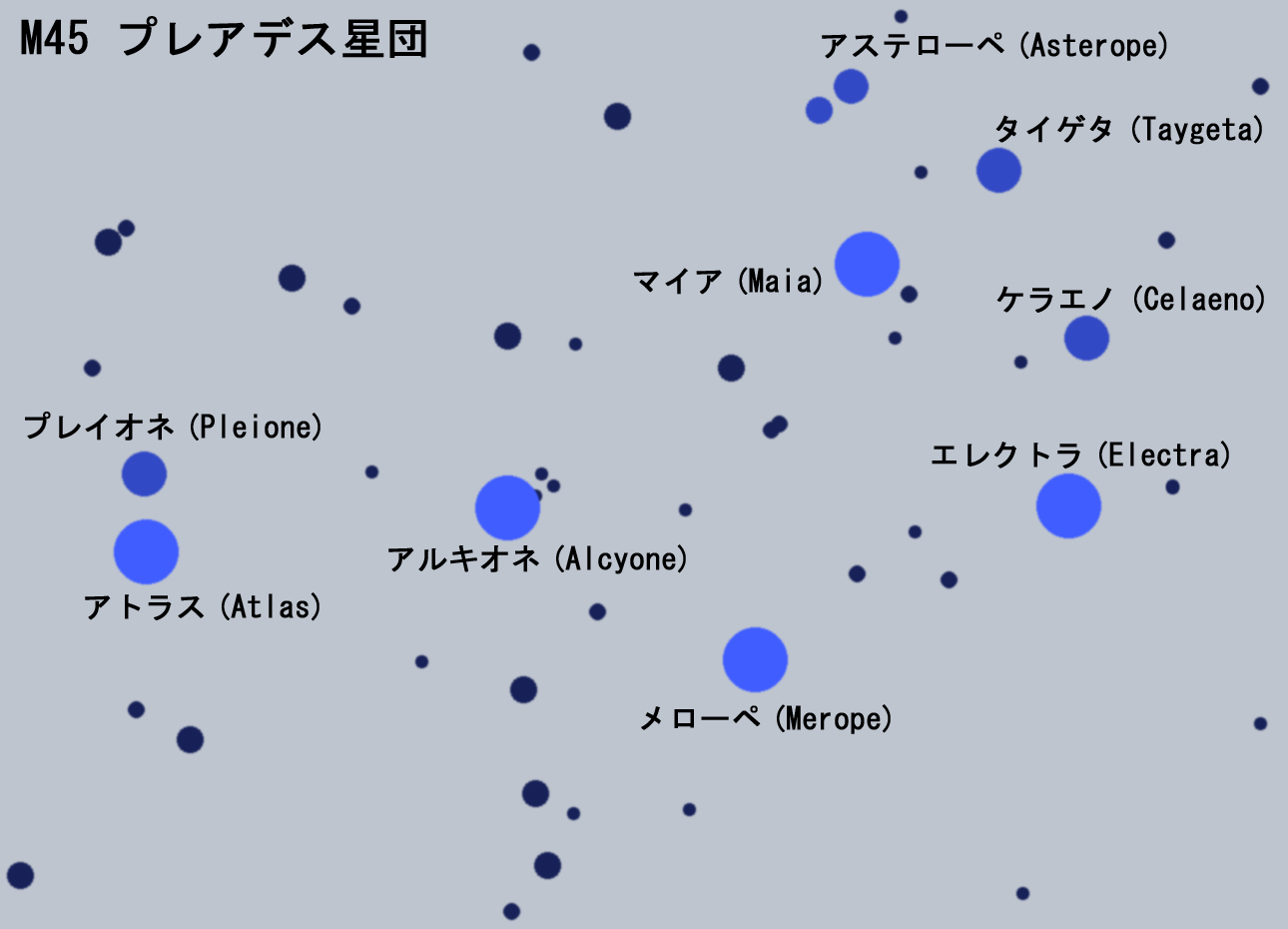
プレアデス星団の構成